# Triacanthodes indicus
Triacanthodes indicus és una espècie de peix de la família dels triacantòdids i de l'ordre dels tetraodontiformes.

## Hàbitat
És un peix marí, de clima tropical i demersal.

## Distribució geogràfica
Es troba a l'oest de l'Índic.

## Observacions
És inofensiu per als humans.